# Rhododendron glischrum
Rhododendron glischrum är en ljungväxtart. Rhododendron glischrum ingår i släktet rododendron, och familjen ljungväxter.

## Underarter
Arten delas in i följande underarter:
- R. g. glischroides
- R. g. glischrum
- R. g. rude